# NHL 1959/1960
Sezóna 1959/1960 byla 43. sezonou NHL. Vítězem Stanley Cupu se stal tým Montreal Canadiens.

## Konečná tabulka základní části
| Tým                 | Z  | V  | P  | R  | B  | VG  | IG  |
| ------------------- | -- | -- | -- | -- | -- | --- | --- |
| Montreal Canadiens  | 70 | 40 | 18 | 12 | 92 | 255 | 178 |
| Toronto Maple Leafs | 70 | 35 | 26 | 9  | 79 | 199 | 195 |
| Chicago Black Hawks | 70 | 28 | 29 | 13 | 69 | 191 | 180 |
| Detroit Red Wings   | 70 | 26 | 29 | 15 | 67 | 186 | 197 |
| Boston Bruins       | 70 | 28 | 34 | 8  | 64 | 220 | 241 |
| New York Rangers    | 70 | 17 | 38 | 15 | 49 | 187 | 247 |

## Play off
|  | Semifinále | Semifinále          | Semifinále |  |  | Finále Stanley Cupu | Finále Stanley Cupu | Finále Stanley Cupu |
|  |            |                     |            |  |  |                     |                     |                     |
|  | 1          | Montreal Canadiens  | 4          |  |  |                     |                     |                     |
|  | 3          | Chicago Black Hawks | 0          |  |  |                     |                     |                     |
|  |            |                     |            |  |  | 1                   | Montreal Canadiens  | 4                   |
|  |            |                     |            |  |  | 2                   | Toronto Maple Leafs | 0                   |
|  | 2          | Toronto Maple Leafs | 4          |  |  |                     |                     |                     |
|  | 4          | Detroit Red Wings   | 2          |  |  |                     |                     |                     |

## Ocenění
| Prince of Wales Trophy:      | Montreal Canadiens                 |
| Art Ross Trophy:             | Bobby Hull, Chicago Black Hawks    |
| Calder Memorial Trophy:      | Bill Hay, Chicago Black Hawks      |
| Hart Memorial Trophy:        | Gordie Howe, Detroit Red Wings     |
| James Norris Memorial Trophy | Doug Harvey, Montreal Canadiens    |
| Lady Byng Memorial Trophy:   | Don McKenney, Boston Bruins        |
| Vezina Trophy:               | Jacques Plante, Montreal Canadiens |